# Racismo en Brasil

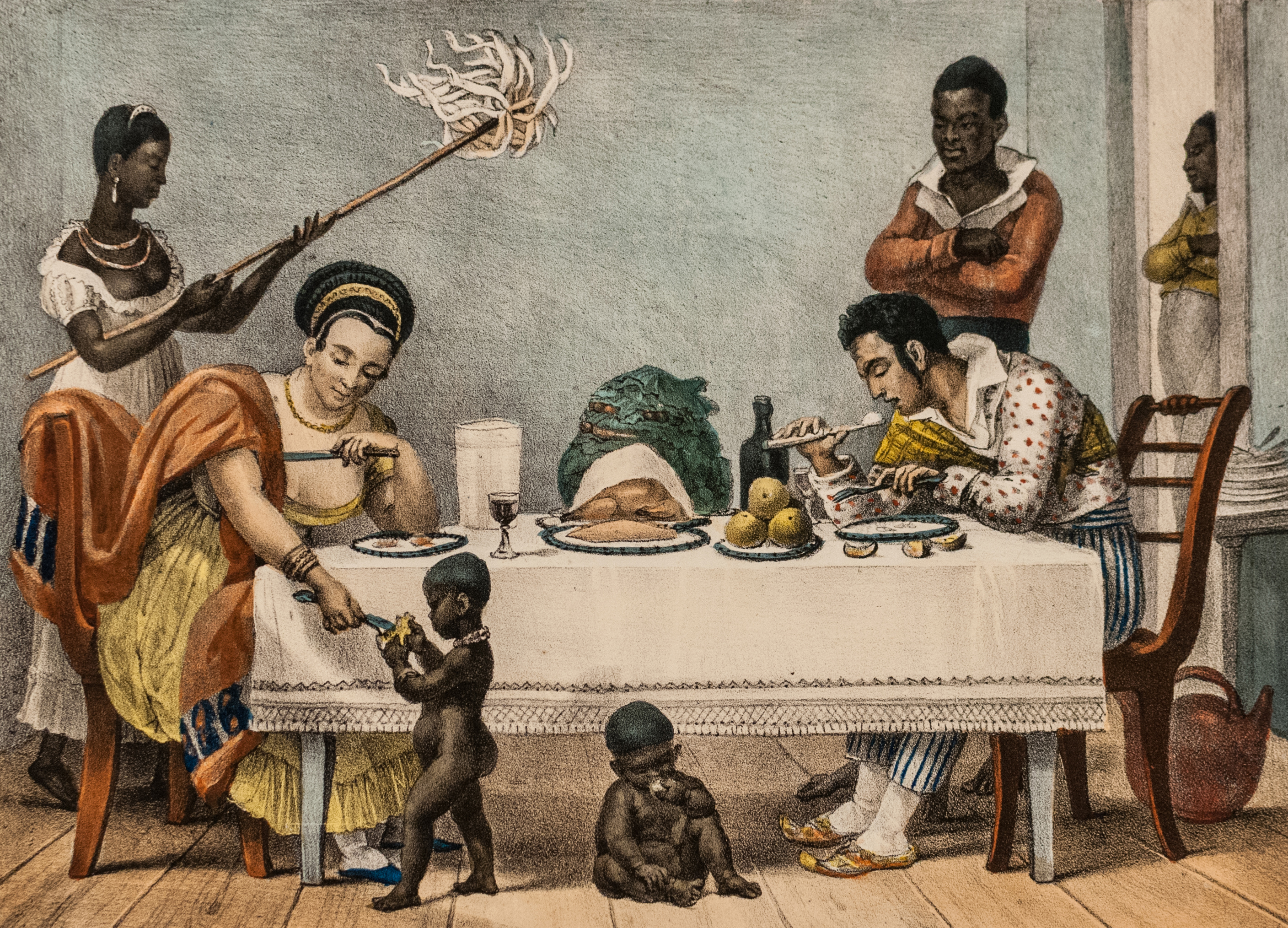
La cena. Pasatiempos después de la cena, una litografía de 1839 que destaca la gran división entre amo y sirviente. Es obra del artista francés Jean-Baptiste Debret (1768-1848), que pasó 15 años en Brasil capturando la vida cotidiana de una sociedad construida sobre la esclavitud.

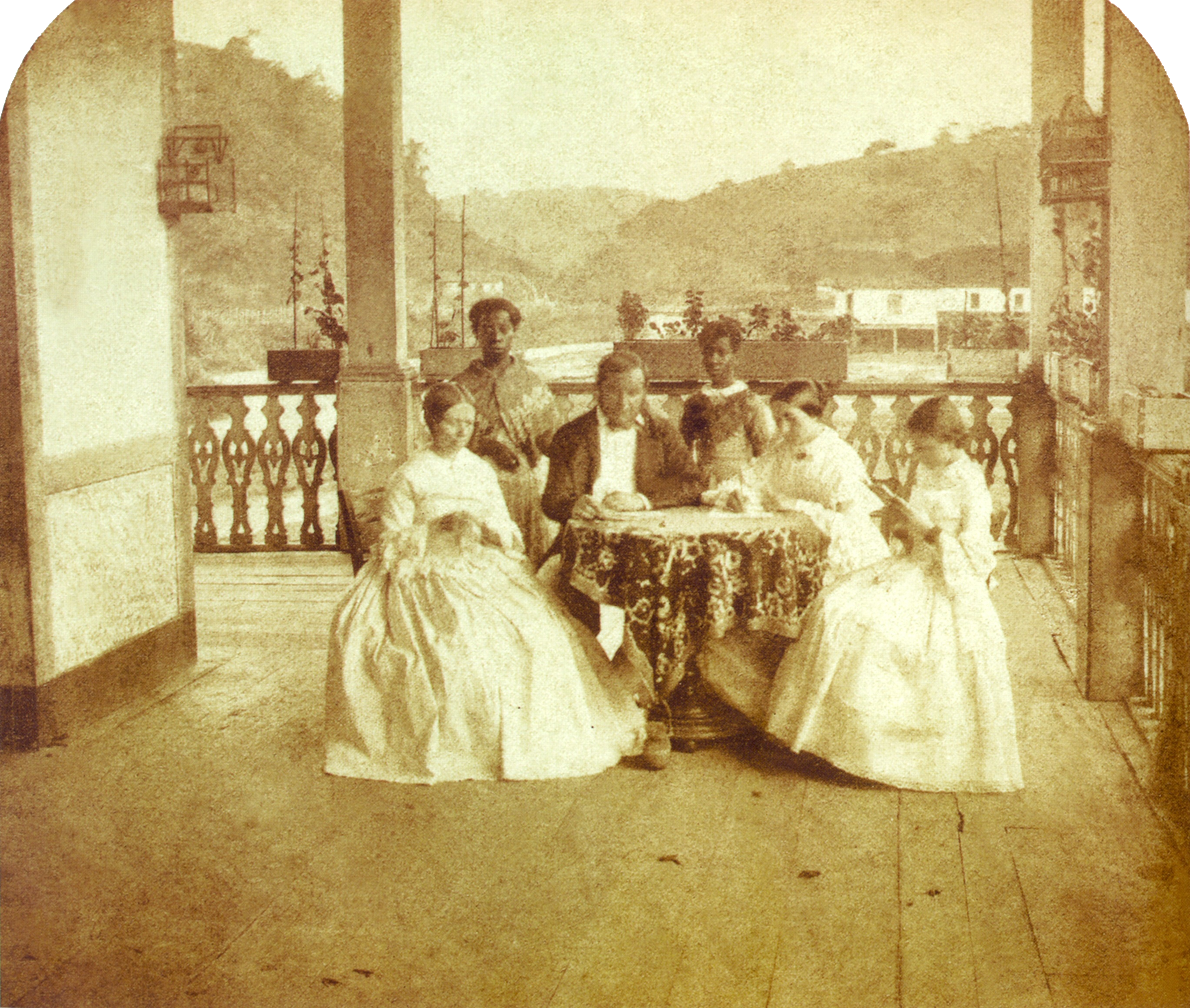
Una familia brasileña blanca y sus esclavos domésticos, Imperio de Brasil, c. 1860.

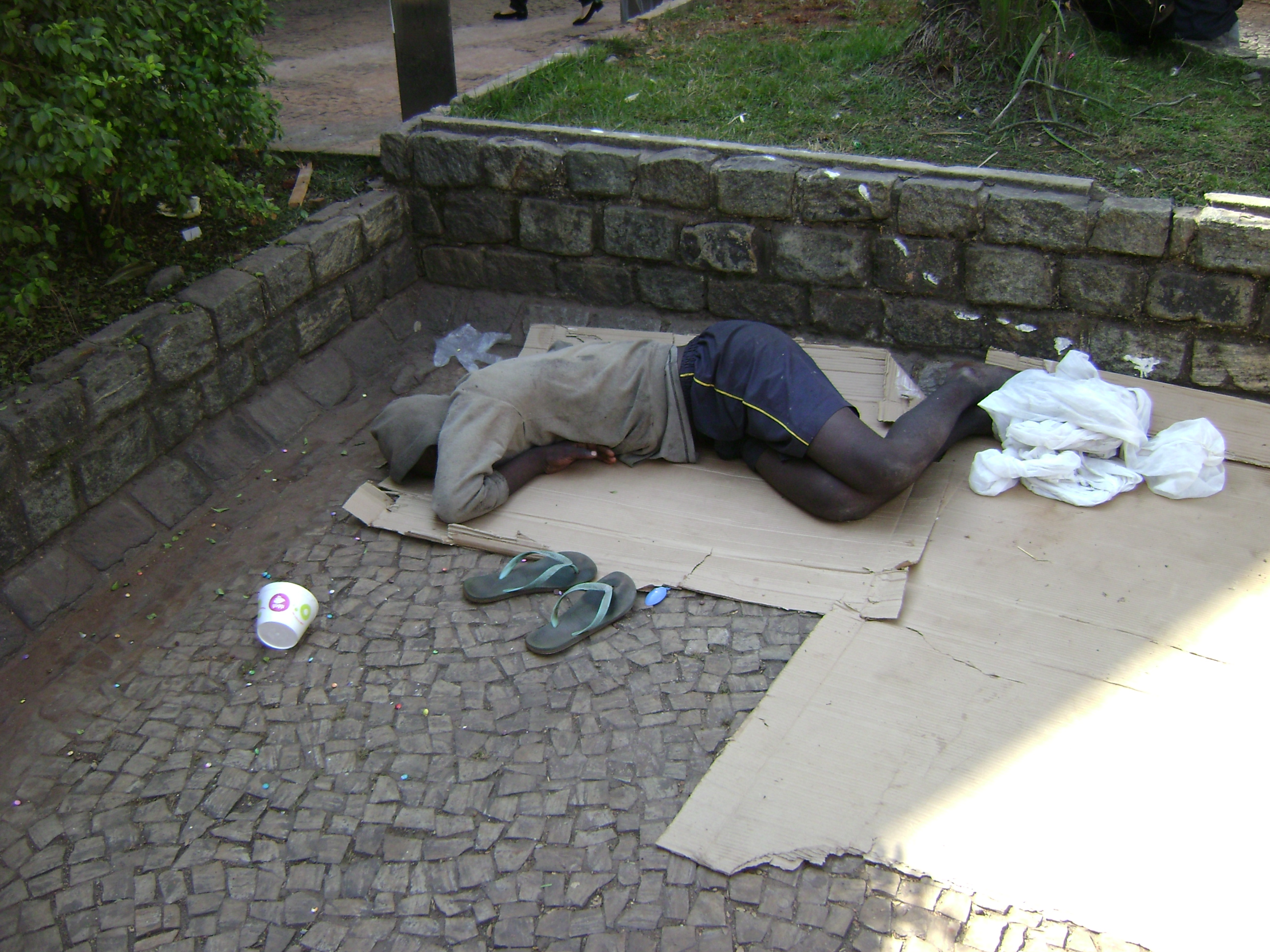
Negro sin hogar en Belo Horizonte.

El racismo en Brasil ha sido un problema importante desde la época colonial y esclavista. Una encuesta publicada en 2011 indica que el 63,7 % de los brasileños cree que la raza interfiere en la calidad de vida de los ciudadanos. Para la mayoría de los 15 000 encuestados, la diferencia entre la vida de blancos y no blancos es evidente en el trabajo (71 %), en asuntos relacionados con la justicia y la policía (68,3 %) y en las relaciones sociales (65 %). El término apartheid social se ha utilizado para describir varios aspectos de la desigualdad económica, entre otros en Brasil, trazando un paralelo con la separación de blancos y negros en la sociedad sudafricana, bajo el régimen del Apartheid.
Según datos de la Encuesta Mensual de Empleo de 2015, los trabajadores negros ganaban, en promedio, el 59,2 % de los ingresos que ganan los blancos, lo que también se explica por la diferencia de educación entre estos dos grupos. Además, según un estudio realizado por el Instituto de Investigación Económica Aplicada (Ipea), el porcentaje de negros asesinados en el país es 132 % superior al de blancos. A pesar de constituir la mitad de la población brasileña, los negros y pardos eligieron poco más del 24 % de los 513 representantes elegidos en las elecciones parlamentarias de Brasil en 2018.
Entre los que ganan menos del salario mínimo, el 63 % son negros/pardos y el 34 % son blancos. De los brasileños más ricos, el 11 % son negros/pardos y el 85 % son blancos. En una encuesta realizada en 2000, el 93 % de los encuestados reconoció que hay prejuicio racial en Brasil, pero el 87 % de los encuestados afirmó que, aun así, nunca sintió tal discriminación. Eso indica que los brasileños reconocen que hay desigualdad racial, pero que el prejuicio no es un tema actual, sino algo que recuerda a la esclavitud, a pesar de que el orden institucional y estructural también sea partícipe de este tema. Según Ivanir dos Santos (ex-especialista del Ministerio de Justicia en asuntos raciales), «hay una jerarquía de color de piel donde los negros parecen conocer su lugar». Para la abogada Margarida Pressburger, miembro del Subcomité para la Prevención de la Tortura de la Organización de las Naciones Unidas (ONU), Brasil sigue siendo «un país racista y homofóbico».
Un informe divulgado por la ONU en 2014, basado en datos recogidos a finales de 2013, apuntó que los negros del país son los que más sufren el asesinato, los que tienen menor escolarización, menores salarios, menos acceso al sistema de salud y los que mueren antes. También es el grupo de población brasileño que está más presente en el sistema penitenciario y el que menos ocupa cargos gubernamentales. Según el informe, el desempleo entre los afrobrasileños es un 50 % superior al del resto de la sociedad, mientras que los ingresos son la mitad de los de la población blanca. Las tasas de analfabetismo duplican las registradas entre el resto de la población. Además, a pesar de forman más del 50 % de la población (entre negros y pardos), los negros representan solo el 20 % del producto interno bruto (PIB) del país. La violencia policial, especialmente contra los negros, y el racismo institucionalizado también son señalados por Naciones Unidas: en 2010, el 76,6 % de los homicidios en el país involucraron a afrobrasileños. Pese a reconocer avances en el esfuerzo del gobierno para enfrentar el problema, el llamado mito de la «democracia racial» fue señalado por el organismo internacional como un impedimento para la superación del racismo en el país, ya que «muchas veces es utilizado por políticos conservadores para desacreditar la acción afirmativa».

## Historia

### Colonización portuguesa

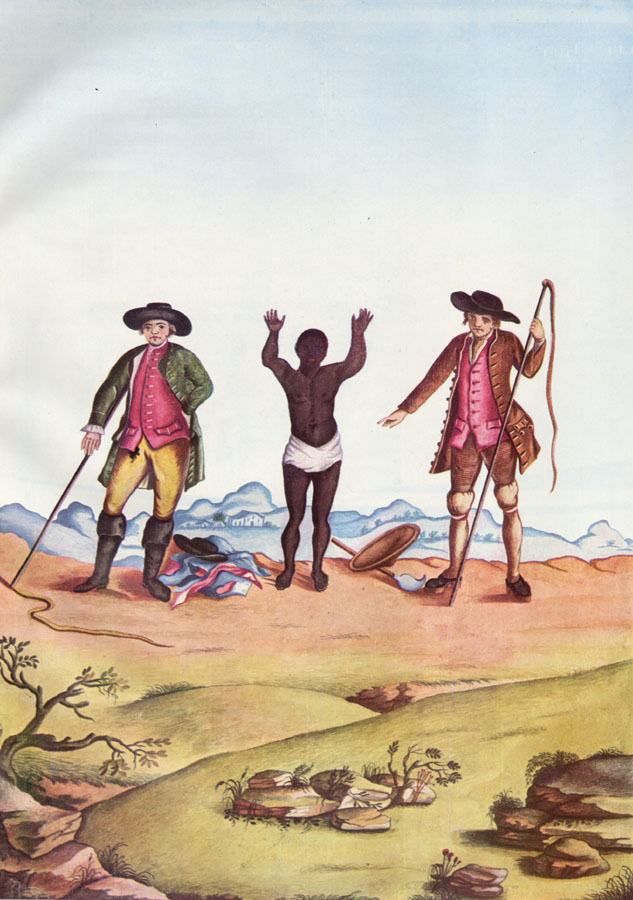
Esclavo azotado en Minas Gerais (Brasil), alrededor de la década de 1770, durante el apogeo de la fiebre del oro.

Durante décadas, la idea de un Brasil multiétnico viviendo en la llamada «democracia racial» se basó en el paradigma oficial, seguido por historiadores y científicos sociales brasileños, de la supuesta ausencia de rencor racial como una de las peculiaridades del sistema colonial portugués, defendido por Gilberto Freyre. Según el autor, la plasticidad del carácter nacional portugués y su tolerancia racial impedirían que las clases e instituciones brasileñas se determinaran definitivamente en términos raciales. La historiografía reciente, sin embargo, ha estado desmantelando la edulcorada narrativa de Freire sobre el origen mixto de la población brasileña.
Según el antropólogo Darcy Ribeiro, los indios brasileños no se veían a sí mismos como un solo pueblo y las tribus albergaban animosidades entre sí, generando constantes guerras. Sin embargo, los prejuicios basados en la apariencia física, la cultura o la religión habrían sido traídos con los colonizadores portugueses, consecuencia de la creciente intolerancia religiosa, que poco antes del descubrimiento de Brasil había culminado, en 1496, con la expulsión de los judíos que habían vivido durante siglos en Portugal.
Al llegar a lo que sería Brasil, los portugueses se encontraron con pueblos indígenas. La cultura y la religión indígenas fueron vistas como inferiores y demoníacas, lo que resultó en una «acción civilizadora» de la Iglesia católica para aculturar a los nativos al cristianismo. Según varios autores, aunque camuflado con buenas intenciones, el objetivo último de la Iglesia sería la dominación. Por otro lado, los bandeirantes cometieron varias atrocidades contra las poblaciones indígenas. Esclavizados y despojados de sus tierras, la mayor parte de la población nativa fue aniquilada físicamente.
El racismo en el Brasil colonial no solo era una costumbre, sino que también tenía una base legal. Para ocupar cargos en los servicios públicos de la Corona, el municipio, el poder judicial, las iglesias y las órdenes religiosas, era necesario acreditar «pureza de sangre», es decir, sólo se admitían blancos, prohibiéndose negros y mulatos, «dentro de cuatro grados en que el mulatismo es un impedimento». Se requería prueba de la «blancura» de los candidatos para el cargo.

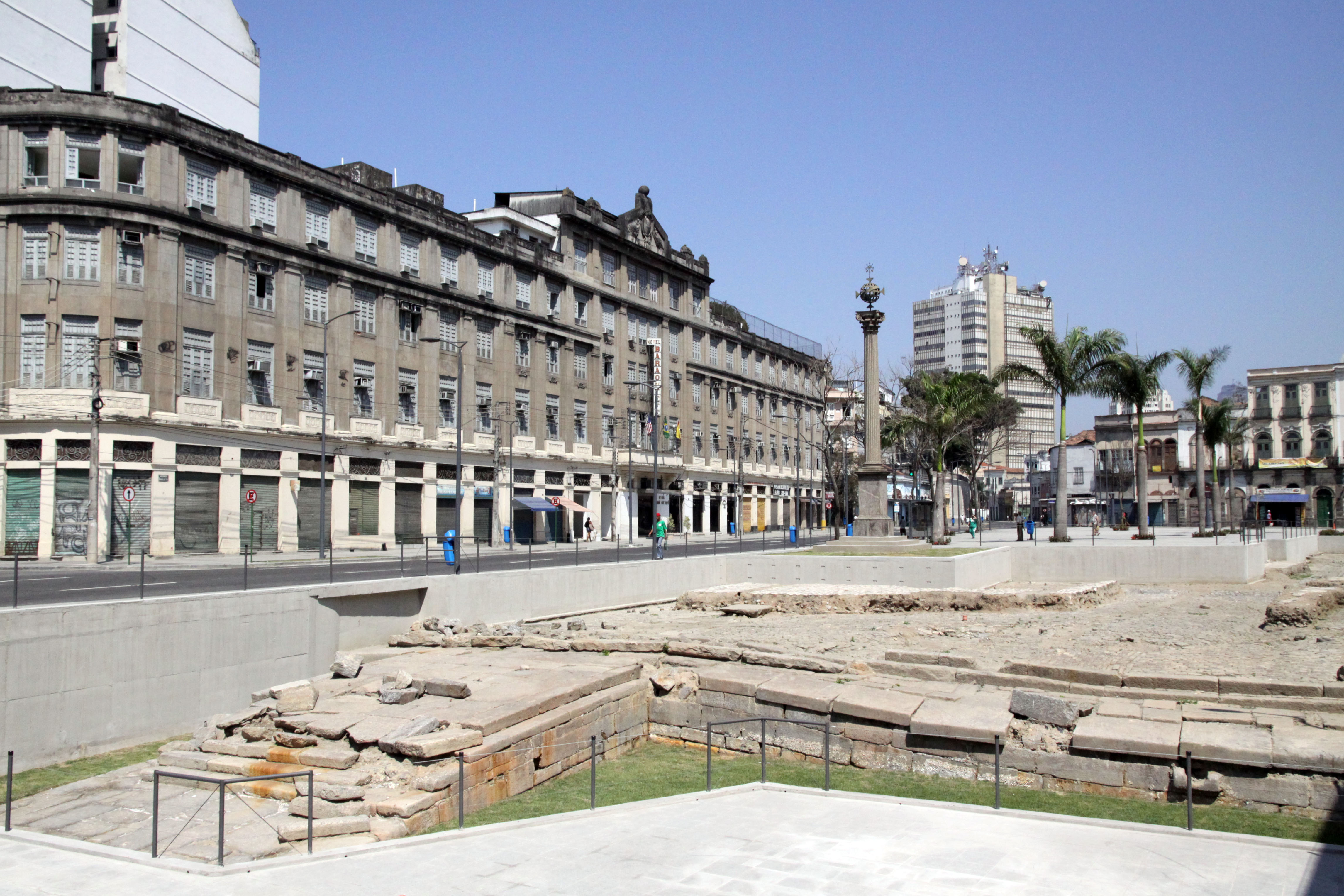
Muelle de Valongo, en Río de Janeiro, Patrimonio de la Humanidad de la UNESCO y único vestigio material de la llegada de los africanos esclavizados a Brasil.

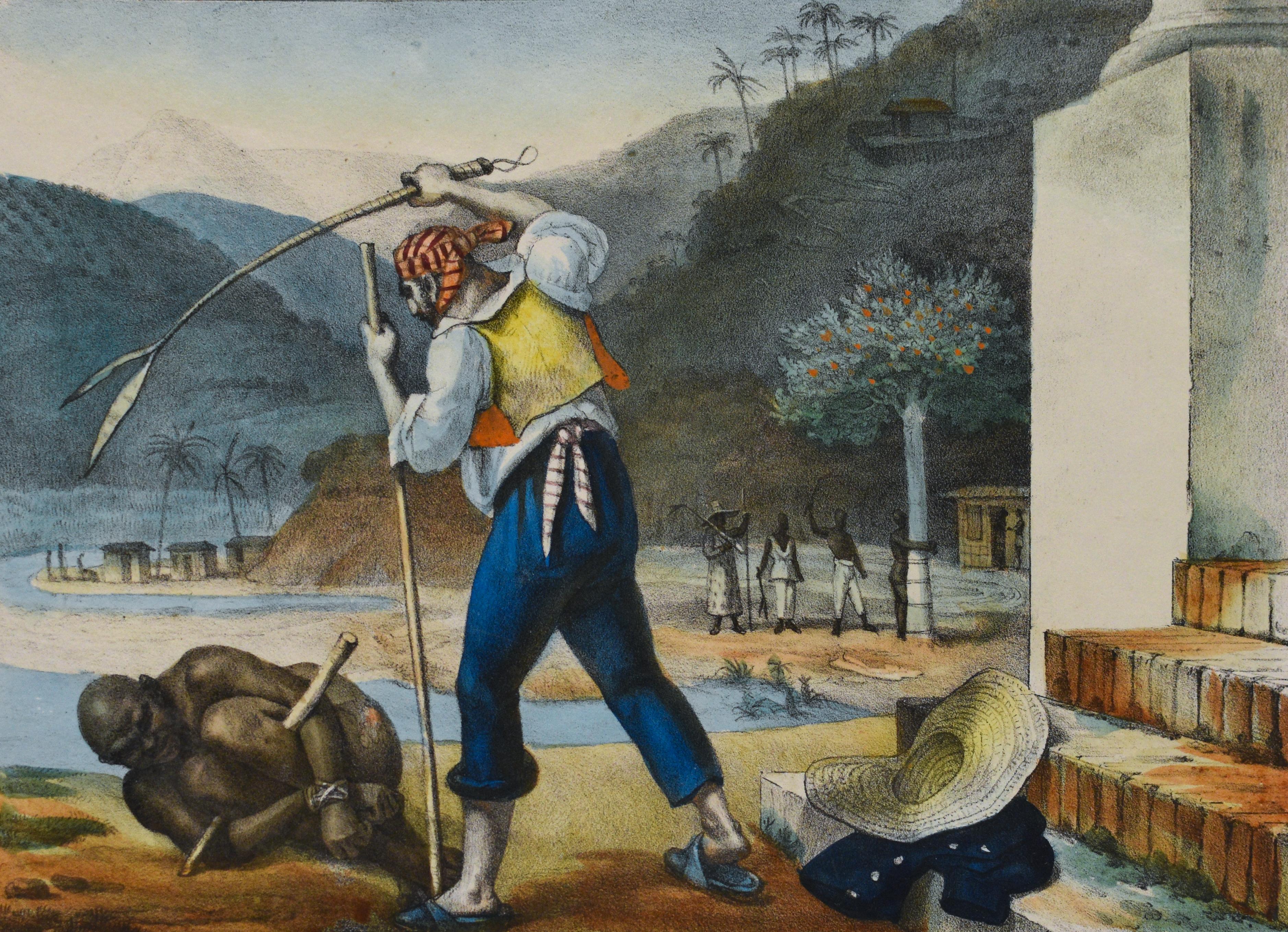
Jean-Baptiste Debret (1768-1848) fue uno de los principales pintores que registró las condiciones de los esclavos en el Brasil Imperial.

Este proceso involucraba el interrogatorio de testigos, largas investigaciones en Brasil y Portugal para atestiguar el incuestionable origen blanco y cristiano viejo del individuo. Existía un conjunto de leyes que prohibía a los negros y mulatos «vestirse de blancos», es decir, llevar seda o lana fina y lucir joyas o adornos de oro y plata, bajo pena de confiscación. En 1710, en Minas Gerais y São Paulo, se prohibió a los negros, mulatos, carijós o mestizos, libres o liberados, portar espada o arma de fuego, so pena de flagelación pública en la picota. En la sociedad colonial, una pequeña minoría blanca ocupaba los mejores trabajos y espacios de honor de la sociedad, mientras la masa compuesta por negros, mestizos e indios vivía al margen de todo bienestar social. Los portugueses y sus descendientes se consideraban los poseedores de la cultura, el orden moral, el cristianismo y la autoridad constituida.

### Imperio

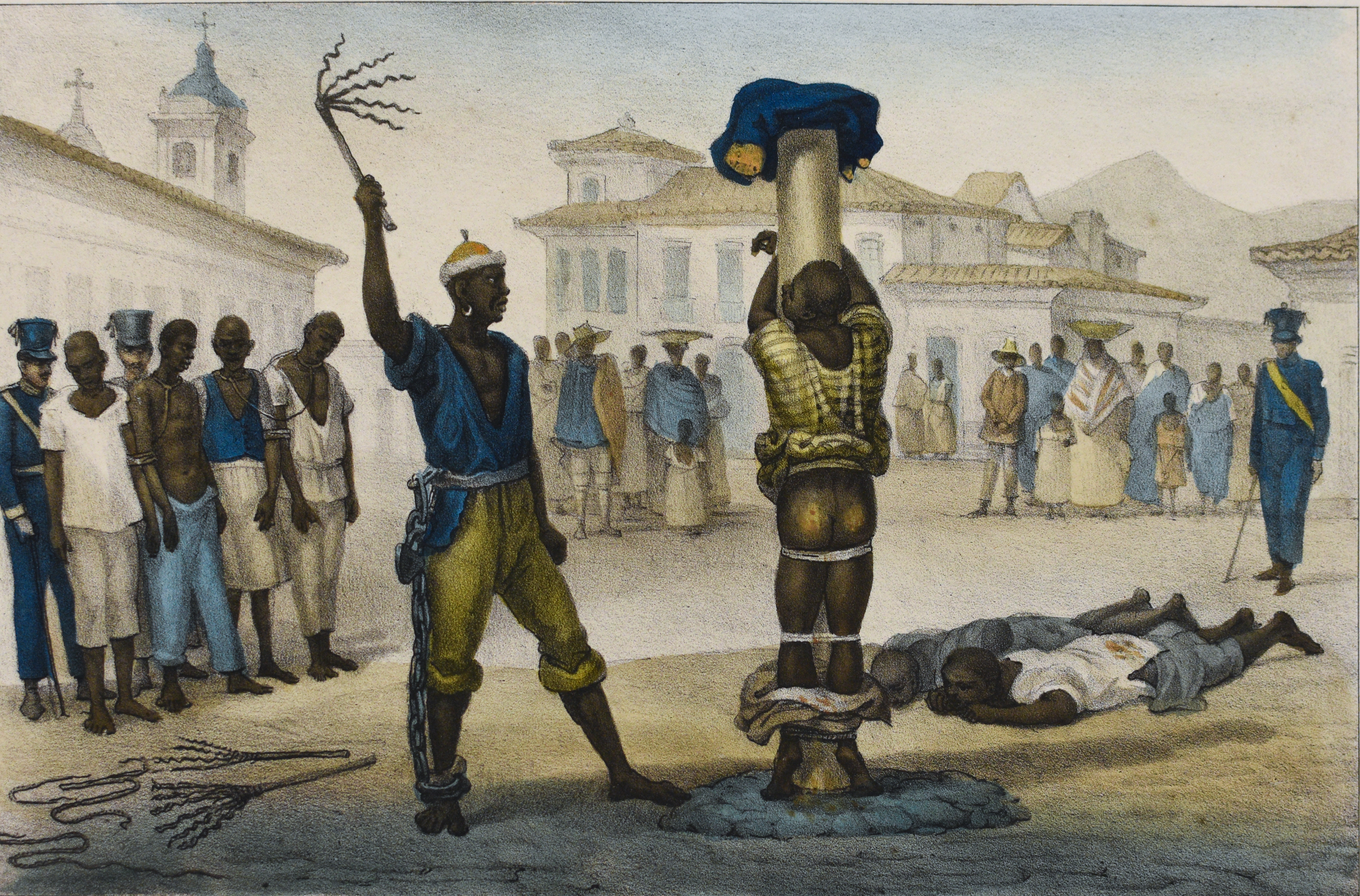
La flagelación pública de un esclavo en Río de Janeiro, de Jean-Baptiste Debret, Voyage pittoresque et Historique au Brésil (1834-1839).

Después de la independencia de Brasil, la comunidad científica brasileña que defendía la evolución generalmente no siguió las teorías de Charles Darwin, sino la perspectiva Haeckeliana de la antropología evolutiva, cuyas ideas causaron una enorme impresión en Brasil. Bajo la influencia de Haeckel, médicos y científicos brasileños como Domingos Guedes Cabral, João Batista de Sá Oliveira, Jansen Ferreira y Corrêa Filho, consideraron que las diferentes «razas» que componían la población brasileña eran especies separadas, con diferentes aptitudes innatas para el progreso cultural e intelectual hacia la civilización. Entre ellos está Ladislau Netto, fundador del Museo Nacional de Río de Janeiro, que señaló lo que calificó de características atávicas brutales, presentes en los mestizos brasileños, como la nariz, la boca y un olor corporal desagradable descrito como caatinga, defendiendo además que había más diferencias entre los botocudos y los arios que entre los grandes primates y los indígenas expuestos en la Primera Exposición Antropológica Brasileña, inaugurada en julio de 1882, concluyendo que las preferencias sexuales y estéticas de los indígenas los habían llevado a un estado solo ligeramente superior a los animales.
En 1823, un año después de la independencia, los esclavos representaban el 29 % de la población de Brasil, cifra que descendió a lo largo de la existencia del imperio: del 24 % en 1854 al 15,2 % en 1872 y finalmente a menos del 5 % en 1889, un año antes de la abolición completa de la esclavitud. Los esclavos eran en su mayoría hombres adultos del suroeste de África, de diferentes etnias, religiones e idiomas, que se identificaban más con su propia etnia de origen que con una identidad africana compartida. Algunos de los esclavos traídos a las Américas habían sido capturados mientras luchaban en guerras intertribales y luego habían sido vendidos a traficantes de esclavos.

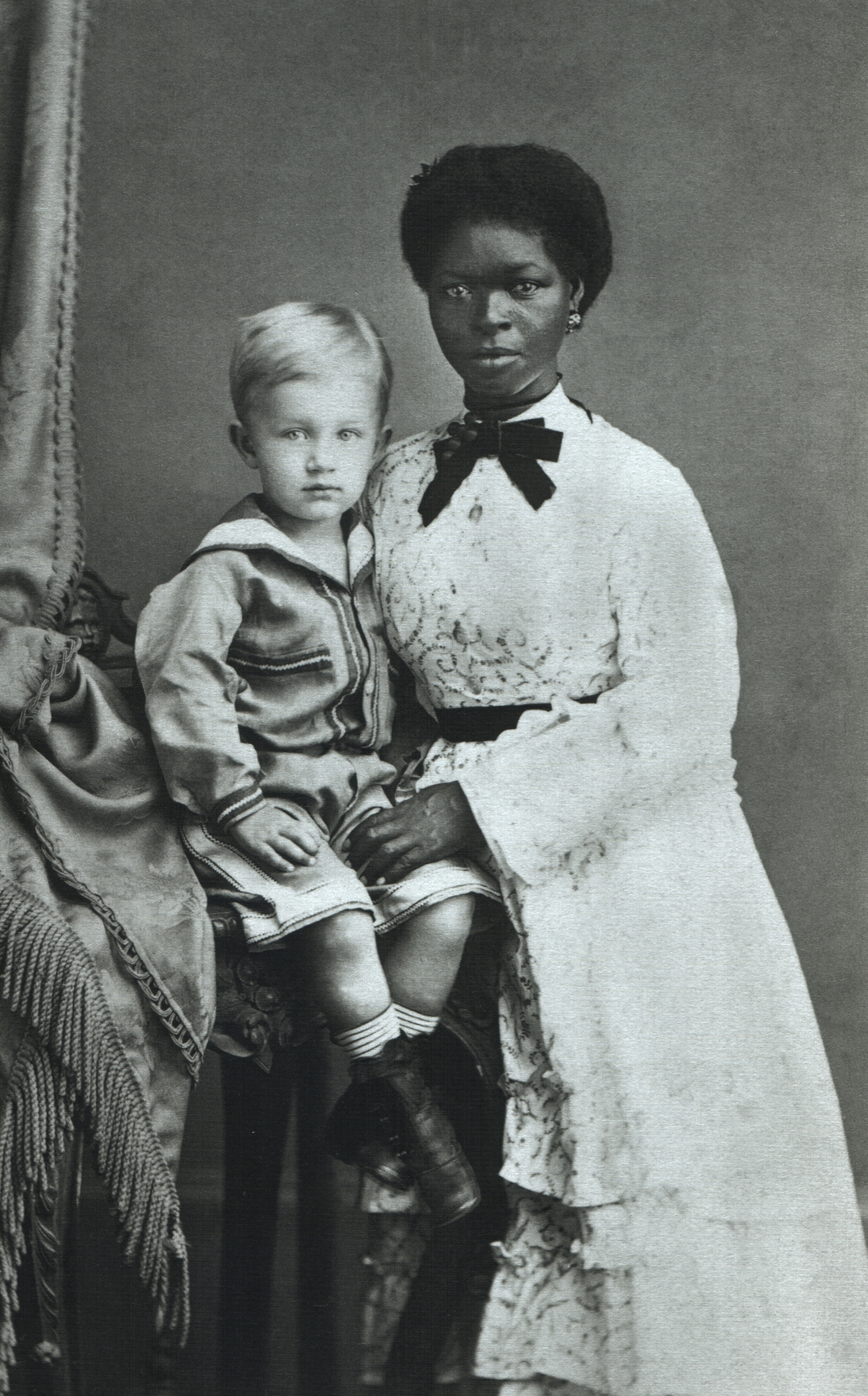
Niñera y nodriza con el niño Eugen Keller en la provincia de Pernambuco, 1874 (Alberto Henschel).

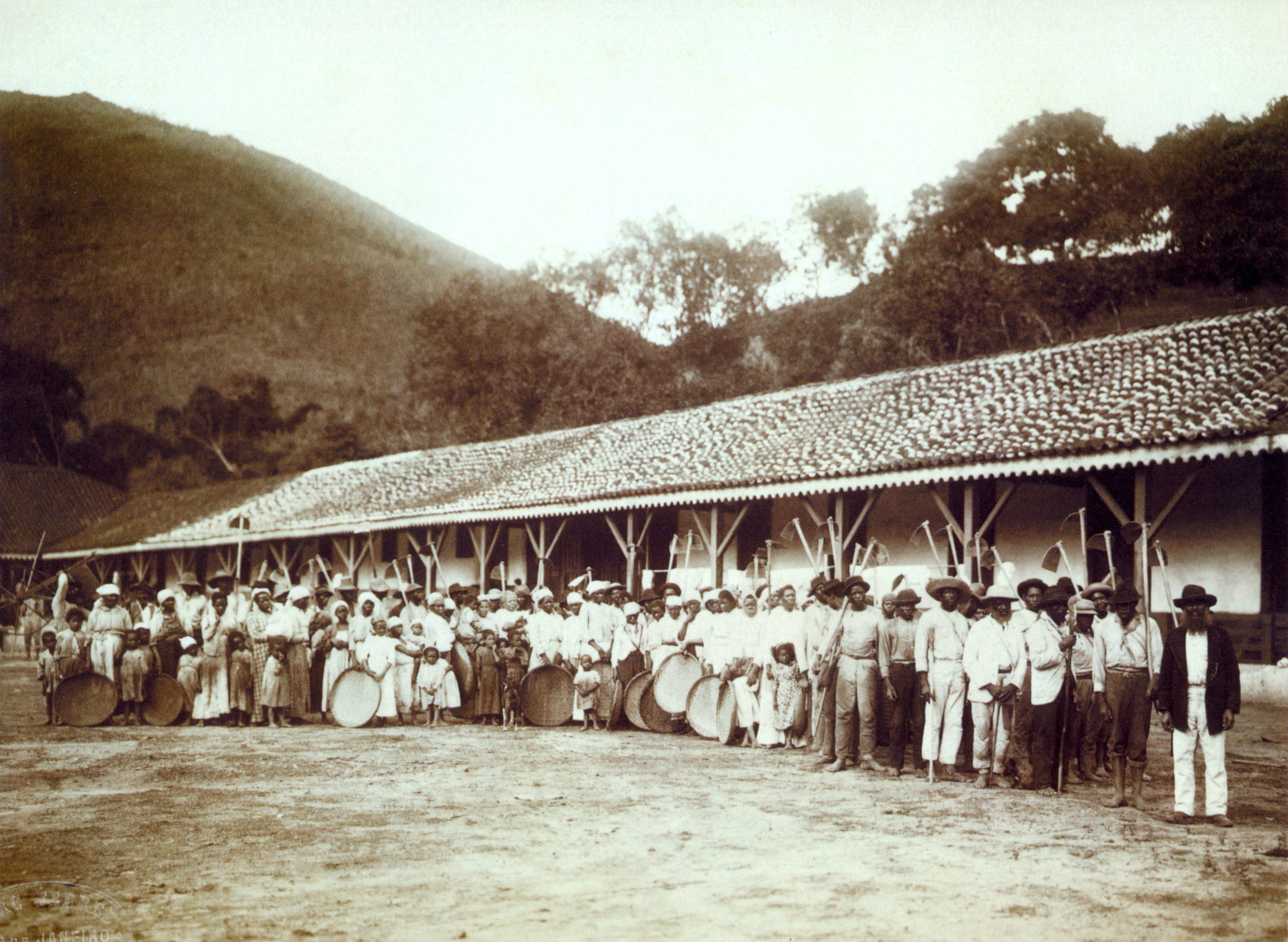
Esclavos (incluidos sus hijos) reunidos en una plantación de café en Brasil, c. 1885 (Marc Ferrez).

Si bien los esclavos solían ser negros o mulatos, se han registrado casos de esclavos blancos, producto de generaciones de relaciones sexuales interétnicas entre propietarios y sus esclavas mulatas (aunque esto era muy raro y no estaba socialmente aprobado). Las esclavas blancas y sus descendientes generalmente se encontraban en regiones dedicadas a la producción de bienes para la exportación a mercados extranjeros. Las plantaciones de caña de azúcar en la costa este de la Región Noreste, durante los siglos XVI y XVII, fueron sitios típicos de actividades económicas dependientes del trabajo esclavo. En el norte de la provincia de Maranhão, la mano de obra esclava se utilizó en la producción de algodón y arroz durante el siglo XVIII. En este período, los esclavos también fueron explotados en la provincia de Minas Gerais, donde había extracción de oro. La esclavitud también era común en Río de Janeiro y São Paulo durante el siglo XIX, principalmente para el cultivo del café, que se volvió vital para la economía nacional.
La mayoría de los esclavos trabajaban como peones de las plantaciones. Relativamente pocos brasileños poseían esclavos, y la mayoría de las plantaciones pequeñas y medianas empleaban trabajadores libres. Los esclavos se podían encontrar dispersos por toda la sociedad en otros roles: algunos eran utilizados como sirvientes domésticos, granjeros, mineros, prostitutos, jardineros y en muchos otros roles. Muchos esclavos emancipados pasaron a adquirir esclavos, e incluso hubo casos de esclavos que tenían sus propios esclavos. Incluso los dueños de esclavos más severos se adherían a una práctica ancestral de venderlos junto con sus familias, teniendo cuidado de no separarlos.
La prevalencia de la esclavitud no fue geográficamente uniforme en todo Brasil. En 1864, sólo cinco provincias (Río de Janeiro con el 23 %, Bahía con el 18 %, Pernambuco con el 15 %, Minas Gerais con el 14 % y São Paulo con el 5 %) tenían el 75 % de los esclavos del país, que en ese momento constituían un total de 1 millón 715 mil individuos según el Instituto Brasileño de Geografía y Estadística (IBGE). Entre las otras 15 provincias, Maranhão se destacó con el 4 % de la población esclava. Alrededor de 1870, cinco provincias (Río de Janeiro con el 30 %, Bahía con el 15 %, Minas Gerais con el 14 %, São Paulo con el 7 % y Rio Grande do Sul también con el 7 %) tenían el 73 % de la población esclava total del país. Le seguían Pernambuco (con 6 %) y Alagoas (con 4 %). Entre las trece provincias restantes, ninguna individualmente tenía más del 3 % del número total de esclavos. Y, ya en 1887, el año anterior a la Abolición de la Esclavitud, las cinco provincias con mayor población esclava (Minas Gerais con 26 %, Río de Janeiro con 23 %, São Paulo con 15 %, Bahía con 11 % y Pernambuco con el 6 %) poseía el 81 % de los esclavos del Imperio de Brasil, de un total de 723 419 individuos.
Los esclavos que eran liberados se convertían inmediatamente en ciudadanos, con todos los derechos civiles garantizados. La única excepción fue que, hasta 1881, los esclavos libertos tenían prohibido votar en las elecciones, aunque sus hijos y descendientes podían participar en el proceso electoral.

### SigloXX
El racismo en Brasil siguió siendo perpetuado por la minoría blanca después de la independencia. En el Brasil republicano, el país permaneció ideológicamente orientado hacia Europa, con la cultura europea como modelo. Este ideal contribuyó a perpetuar un sentimiento de repugnancia hacia negros, pardos, mestizos o criollos. Obsesionados con «blanquear» el país, en el siglo XIX la élite política fomentó mucho la llegada de inmigrantes europeos. El racismo incluso se reforzó con la llegada de estos inmigrantes, como alemanes e italianos, ya que a menudo mantenían una relación conflictiva con indios y negros. Los descendientes de estos inmigrantes también fueron víctimas de prejuicios durante el estallido nacionalista del Estado Novo (1937-1945), cuando se prohibió hablar lenguas extranjeras públicamente en Brasil. Muchos inmigrantes fueron tratados agresivamente por la policía que los reprimió. Los de ascendencia alemana, en particular, fueron identificados por los brasileños por su acento y cabello rubio y fueron vistos como «forasteros», lo que los convirtió en blancos fáciles para la agresión. Los inmigrantes portugueses también fueron fuertemente discriminados durante la Antigua República, ya que fueron asociados con los antiguos colonizadores y responsables de los males sociales que afectaron el tejido urbano brasileño, especialmente en Río de Janeiro. Los inmigrantes japoneses también fueron objeto de discriminación, ya que la llegada de este grupo asiático al país repercutió en un sentimiento antijaponés, incluso en círculos intelectuales, que los discriminaban por sus características raciales y culturales. Los judíos fueron otro grupo mal recibido en Brasil, cuando llegaron en gran número al país entre 1920 y 1940, huyendo de las persecuciones en curso en Europa.
Según Maria Helena Alves Moreira, a principios del siglo XX, las desigualdades entre ricos y pobres se vieron exacerbadas por el trato diferencial de los migrantes urbanos durante y después de la Gran Depresión, cuando los migrantes internos, que eran principalmente descendientes de amerindios o esclavos africanos, no recibieron ayuda o capacitación del gobierno para adaptarse a los grandes centros urbanos y, por lo tanto, fueron empujados a una especie de «apartheid social», obligados a vivir en barrios marginales y aceptar trabajos desagradables y serviles que los blancos evitaban. Por otro lado, los inmigrantes europeos, árabes y japoneses fueron asistidos directamente por varios programas gubernamentales, así como otros beneficios.

### Periodo contemporáneo
El racismo que persiste intensamente en el país está dirigido contra negros, mulatos e indios, pero sobre todo contra los primeros. Según Darcy Ribeiro, las actuales clases dominantes brasileñas «mantienen la misma actitud de vil desprecio hacia los negros» que tenían sus antepasados esclavistas. Los pobres y los negros en general son vistos como culpables de su propia desgracia, explicada por sus características raciales y no por la esclavitud y la opresión. Sin embargo, según Ribeiro, no son sólo los blancos quienes discriminan a los negros en Brasil. El prejuicio es asimilado por los propios mulatos e incluso por los negros que ascienden socialmente, «que se suman al contingente blanco para discriminar a la masa negra». Jessé de Souza también incluye a los blancos de las clases sociales más bajas en la llamada «chusma brasileña» y considera que el racismo científico siempre ha influido en las ciencias sociales en Brasil. Por eso, todavía quedan restos del mito de la democracia racial, que propagaba que el racismo no existía en Brasil o que lo era menos que en el resto del mundo. El prejuicio racial persiste en la sociedad brasileña, aunque a menudo camuflado. Los negros son hoy en Brasil el grupo étnico-racial más pobre y con el nivel más bajo de escolarización. También son los que más sufren los asesinatos y son las principales víctimas de la violencia policial. Los seguidores de las religiones afrobrasileñas siguen siendo víctimas de discriminación y acusados de ser practicantes de sectas demoníacas, con sus terreiros invadidos y saqueados por fanáticos religiosos. Los movimientos sociales aún afirman que la televisión brasileña también discrimina a los negros, que según estos argumentos están subrepresentados en su programación, especialmente en telenovelas y programas periodísticos. Según la ONU, el racismo es un problema estructural en Brasil.

### La casuística en elsigloXXI
Varios casos de racismo y calumnias raciales comenzaron a ser denunciados en el país en el siglo XXI, exponiendo situaciones en las que grupos e individuos manifiestan su postura discriminatoria. Una encuesta realizada en el año 2000 en Río de Janeiro indicó que el 93 % de la población declaraba que había racismo contra los negros en el país, contrastando con la respuesta en la que el 87 % de los entrevistados declaraba no tener ningún tipo de prejuicio. Según el Atlas de la Violencia en Brasil, en 2019, el 75,5 % de las víctimas de asesinato en el país eran negras y, en la década entre 2007 y 2017, el porcentaje de víctimas negras de homicidio creció un 33,1 %, esta proporción es mayor en los estados de Rio Grande do Norte, Ceará, Pernambuco y Alagoas.
Tras el ascenso político de la extrema derecha en un fenómeno conocido como la ola conservadora, que culminó con la elección de Jair Bolsonaro, varios grupos comenzaron a negar expresamente el racismo, así como a luchar frontalmente no solo con políticas de reparación e inclusión. En vísperas del Día de la Conciencia Negra, el diputado Coronel Tadeu rompió una de las fotografías expuestas en la Cámara, argumentando que ofendía a la policía, ya que mostraba a un hombre negro herido por una bala policial. Dentro de su propio gobierno, generó polémica la designación de Sérgio Nascimento de Camargo al frente de la Fundación Palmares, pues declaró que en Brasil no hay racismo, además de otras declaraciones consideradas racistas y negacionistas: «ya se ha posicionado en contra Día de la Conciencia Negra, afirmó que la actriz Taís Araújo debería regresar a África y también declaró que la esclavitud era buena porque los negros vivirían en mejores condiciones en Brasil que en el continente africano». En noviembre de 2020, Frederick Wassef, abogado del presidente Jair Bolsonaro, fue acusado de ataques raciales contra Danielle da Cruz Oliveira, dependienta de una pizzería en Brasilia.
Tras las elecciones municipales de 2020, la ciudad de Joinville eligió a la primera regidora negra en la historia de esa ciudad, Ana Lúcia Martins; tras las elecciones fue objeto de amenazas de muerte por parte de personas anónimas que decían ser miembros de las «juventudes hitlerianas», invadieron sus redes sociales con datos borrados y un locutor de la radio de la ciudad insinuó que el «mandato no es bienvenida en Joinville».

#### Racismo entre cristianos
El racismo prevalece y se refuerza a través de instituciones sociales, como las iglesias cristianas (evangélicas, protestantes, pentecostales, etc.). Según Araújo y Santos, «Las iglesias cristianas protestantes, popularmente llamadas iglesias evangélicas, desde su introducción en la sociedad brasileña, se han mostrado inaccesibles, omisas y silenciosas con respecto a las cuestiones de las relaciones étnico-raciales en el país, o sea, en cuanto al lugar marginal en que se encuentra la población negra en la sociedad brasileña desde la época de la esclavitud».
El doctor en sociología, Dr. Vitor G. Queiroz, realizó una extensa investigación sobre el racismo y la discriminación que sufren los negros en el medio evangélico en Brasil. Queiroz describe numerosos casos reales de iglesias evangélicas y «cristianas» que discriminan abiertamente a los negros y la cultura afrobrasileña, lo que se ha intensificado con la entrada de los evangélicos en el mundo político y mediático. Se ha estado formando un movimiento negro contra el racismo dentro del ámbito «cristiano» para concienciar a los creyentes sobre los problemas de racismo institucional e histórico que enfrentan los afrodescendientes en las iglesias y otras instituciones sociales.
La ordenación de sacerdotes negros en la Iglesia católica brasileña registra varios casos en los que sacerdotes afrodescendientes sufrieron racismo por parte de los fieles e incluso dentro del seminario donde estudiaban. El fraile franciscano David Raimundo dos Santos, que en 2021 dirigía la entidad EDUCAfro, era seminarista cuando varios compañeros de origen alemán e italiano lo invitaron a almorzar con otros compañeros de color para celebrar el Día de la Abolición y, al llegar allí, se encontraron con que la mesa del refectorio estaba «decorada» con las palabras: «navío negrero». Fray David, víctima del racismo en el seminario, aclara: «Cuando esos seminaristas se metían conmigo y mis compañeros, y practicaban lo que llamamos ‹racismo recreativo›, no tenían intención de ofendernos ni de humillarnos. En ese momento no había la claridad que tenemos hoy de que esas burlas son, en realidad, humillaciones», concluyendo que «hoy el racismo es mucho más cruel. Los seminarios necesitan despertar a sus seminaristas negros a la negrura y alentarlos a beber de la fuente de la historia de los negros. Una historia de mucha lucha, dolor y sufrimiento».
El historiador Ronaldo Pimentel Baptista, autor de Cuestiones Raciales en la Iglesia Católica (2019), señala que «Ya es hora de que no solo la CNBB, sino la Iglesia Católica plantee no solo una campaña temporal, sino una acción permanente que va más allá del ámbito religioso en la lucha efectiva contra el racismo en el mundo», recordando que en 1988 con el tema «La fraternidad y el negro» la entidad cambió el lema de su «Campaña de la fraternidad» en el año del centenario de la Abolición de «Negro: un clamor de justicia» a «Escucha el clamor de este pueblo», y que el cardenal Eugênio Sales lo cambió en Río de Janeiro por «La fraternidad y el negro»; Baptista también destaca la necesidad de acabar con la baja presencia de negros en altos cargos de la jerarquía católica brasileña donde, en 2021, de los 483 cardenales, obispos y arzobispos existentes, solo 37 eran negros.
Zanoni Demettino Castro, arzobispo de Feira de Santana, sobre el episodio en la parroquia de Serra Preta, declaró que «La Iglesia Católica no es sólo el sacerdote y el obispo. Es el pueblo de Dios también. Desafortunadamente, la mentalidad de ‹Casa Grande› todavía está presente en nuestra gente».

## Prevalencia del prejuicio racial
Según una encuesta de Datafolha, publicada en 2019, la gran mayoría de los brasileños entrevistados (78 %) afirmaron no haber sido nunca víctimas de prejuicios raciales y el 22 % dijo que ya había sido discriminado. La siguiente tabla muestra los resultados obtenidos:
| ¿Alguna vez has sufrido prejuicios por tu color o raza? | ¿Alguna vez has sufrido prejuicios por tu color o raza? | ¿Alguna vez has sufrido prejuicios por tu color o raza? | ¿Alguna vez has sufrido prejuicios por tu color o raza? |
| Color del encuestado                                    | Presencia en la muestra                                 | ya sufrí                                                | nunca sufrí                                             |
| ------------------------------------------------------- | ------------------------------------------------------- | ------------------------------------------------------- | ------------------------------------------------------- |
| Pardo                                                   | 40 %                                                    | 18 %                                                    | 82 %                                                    |
| Blanco                                                  | 33 %                                                    | 11 %                                                    | 89 %                                                    |
| Negro                                                   | 16 %                                                    | 55 %                                                    | 45 %                                                    |
| Amarillo                                                | 4 %                                                     | 9 %                                                     | 91 %                                                    |
| Indígena                                                | 2 %                                                     | 30 %                                                    | 70 %                                                    |
| Otros                                                   | 5 %                                                     | -                                                       | -                                                       |
| Total                                                   | 100 %                                                   | 22 %                                                    | 78 %                                                    |

Investigaciones anteriores también muestran que la gran mayoría de los brasileños nunca han sido víctimas del racismo. El 64 % de los «negros» y el 84 % de los «pardos» declararon nunca haber sido objeto de prejuicios raciales. El 87 % de los encuestados que se declararon «blancos» y el 91 % de los «pardos» dijeron no tener prejuicios contra los «negros» y el 87 % de los que se definieron como «negros» negaron tener algún prejuicio contra los «blancos». Los brasileños reconocen que hay racismo en el país, pero lo perciben como un fenómeno muy menor, aunque algunas de sus manifestaciones son intensas, como, por ejemplo, acciones policiales más violentas en relación con los brasileños que tienen la piel más oscura.
Según una encuesta de Datafolha de 2018, el 66 % de los brasileños no está de acuerdo con la frase «Los negros ganan menos que los blancos en el mercado laboral porque son negros» (54 % en total desacuerdo y 12 % en desacuerdo parcial), mientras que el 29 % está de acuerdo con la frase (19 % totalmente de acuerdo y 10 % parcialmente de acuerdo). Los brasileños ven la desigualdad social como un gran obstáculo para el desarrollo del país y ven a la sociedad brasileña dividida en clases sociales, pero no dividida por barreras raciales y étnicas.
Algunos autores refutan la tesis de que no hay racismo en Brasil, pero tampoco están de acuerdo en que Brasil sea un país estructuralmente racista. Como explica Antonio Risério, a mediados del siglo XX, Brasil era visto en los Estados Unidos como un ejemplo de país donde personas de diferentes etnias convivían bien, en contraste con la sociedad norteamericana rigurosamente segregada. Brasil fue utilizado como modelo para criticar la segregación racial en EE. UU. Esta visión positiva de Brasil siempre molestó a algunos ideólogos norteamericanos, que iniciaron un movimiento para tratar de probar que Brasil era tan racista o incluso más racista que Estados Unidos. Contradiciendo la evidencia disponible, intentaron demostrar que el «racismo al estilo brasileño», disimulado y enmascarado, era más perverso que el de los Estados Unidos, aunque nunca existieron, en Brasil, baños para negros y baños para blancos, grupos de linchamientos, como el Ku Klux Klan, o la prohibición de los matrimonios interraciales, que estuvieron vigentes hasta 1967 en dieciséis estados americanos.
En el mismo sentido, Pierre Bourdieu y Loïc Wacquant explican que, en un intento de deconstruir el mito de la democracia racial, los ideólogos estadounidenses se fueron al extremo opuesto, con el objetivo de demostrar que Brasil es un país eminentemente racista: «En lugar de considerar la orden étnico-racial brasileño en su propia lógica, estas encuestas se contentan, en la mayoría de los casos, con reemplazar, en su totalidad, el mito nacional de la ‹democracia racial› (como se menciona, por ejemplo, en la obra de Gilberto Freyre, 1978), por el mito según el cual todas las sociedades son ‹racistas›, incluidas aquellas dentro de las cuales parece que, a primera vista, las relaciones ‹sociales› son menos distantes y hostiles».
Estas encuestas, realizadas en los Estados Unidos o por brasileños influenciados por los estándares estadounidenses, intentan aplicar la lógica racial norteamericana, donde los mestizos no existen (según la regla de una gota), en un país como Brasil, donde la mayor parte de la población se reconoce como mestiza o parda. Según la historiadora Mary del Priore, «Siempre nos ha dado mucha vergüenza expresar nuestros prejuicios porque tenemos una población extraordinariamente mestiza. Brasil tiene el 48 % de su población pardos, el 42 % de blancos y el 8 % de negros, lo que significa que se superaron una serie de obstáculos para que hayamos ‹pardado› nuestra sociedad.» Aunque algunos grupos sostienen que el mestizaje en Brasil fue principalmente el resultado de la violación, el historiador Manolo Florentino refuta esta tesis: «El mestizaje brasileño tiene mucho más que ver con los portugueses pobres que interactúan matrimonial y sexualmente con mujeres negras que con hombres de élite que tienen sexo con mujeres pobres negras esclavizadas». Existe amplia documentación que demuestra que, a lo largo de la historia de Brasil, las relaciones consensuales y duraderas entre hombres blancos y mujeres de origen africano o indígena siempre han sido comunes, y, en Brasil, nunca ha habido una legislación que impida el mestizaje.
Brasil fue colonizado por portugueses católicos y Estados Unidos por protestantes británicos, y los dos pueblos tenían mentalidades diferentes: «En cualquier caso, y sin limitarse al ejemplo católico, la cultura portuguesa de extracción barroca siempre se ha mostrado más abierta a ‹otra›, como les gusta decir a los antropólogos, que la cultura puritana, más represiva, más rígida y más cerrada en sus principios, bajo los aterradores signos de la pureza y el pecado. Si se quiere, se puede hablar de la competencia e inflexibilidad puritanas y de la incompetencia y promiscuidad portuguesas. Lo que no puedes hacer es cerrar los ojos a la distinción.»
La división racial norteamericana es más parecida a un sistema de castas y Estados Unidos es el único país del mundo donde el hijo de un hombre negro con un hombre blanco es clasificado como negro, por lo tanto la lógica racial norteamericana no tiene aplicabilidad en el resto del mundo.
Para adaptarse a la lógica birracial norteamericana, algunos estudios realizados en Brasil presentan estadísticas agregando la población negra y parda y frecuentemente llamándolos «negros», para crear un bloque «blanco» y otro «negro», borrando a los mestizos y población parda. Esta metodología no tiene respaldo genético. Según un estudio genético de 2007, los pardos brasileños tienen un 68,1 % de ascendencia europea, un 23,6 % africana y un 7,3 % indígena, estando más cerca de los «blancos» que de los «negros». Como enseña Darcy Ribeiro, los más susceptibles de sufrir el racismo en Brasil son los negros de piel oscura, que son la minoría de la población brasileña. El racismo no cae con la misma intensidad en el grupo mayoritario pardo: «En esta escala, el negro es negro oscuro, el mulato ya es pardo y como tal medio blanco, y si la piel es un poco más clara, ya empieza a incorporarse en la comunidad blanca». La explicación de Darcy Ribeiro es corroborada por la encuesta de Datafolha de 2019, que muestra que los pardos están más cerca de los blancos en cuanto al porcentaje que ya ha sido víctima del racismo: 11 % de blancos y 18 % de pardos, contra 55 % de negros. Sin embargo, desde el punto de vista salarial, los pardos se acercan más a los negros, ya que, en promedio, ambos ganan menos que los blancos.

## La ideología del blanqueamiento

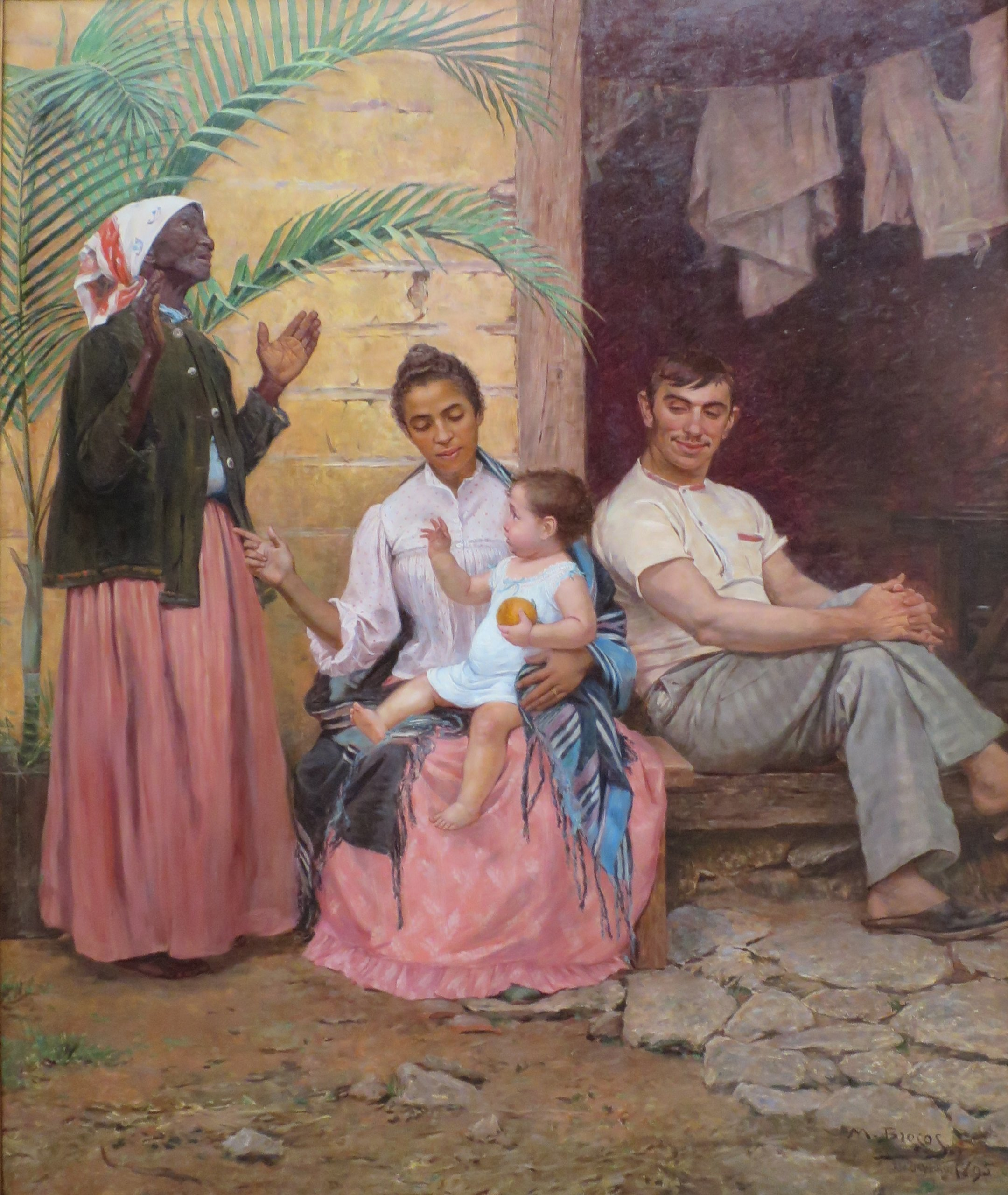
Redención de Cam (1895). Abuela negra, hija mulata, yerno blanco y nieto, según el gobierno de la época, los brasileños se volverían más blancos con cada generación. Cuadro de Modesto Brocos.

En Brasil, el mestizo, según el tono de su piel, era clasificado como «casi blanco, «semiblanco» o «subblanco», y era tratado de manera diferente a los negros, pero nunca fue clasificado como «casinegro», «seminegro» o «subnegro». Por eso, el mestizaje en Brasil siempre ha sido visto como el «blanqueamiento» de la población, y no como su «ennegrecimiento». La ideología del blanqueamiento arraigó profundamente en la sociedad brasileña a principios del siglo XX. Muchos negros asimilaron los prejuicios, valores sociales y morales de los blancos. Como resultado, «desarrollaron un terrible prejuicio contra las raíces de la negrura». El rechazo de la herencia africana y el aislamiento del contacto social con otros negros eran características de estos negros «socialmente blanqueados». Para convertirse en «brasileños», los negros debían renunciar a su ascendencia africana y asumir los valores «positivos» de los blancos, ya que la «brasilización» en sí implicaba una asimilación de los valores y las costumbres de los blancos. En este contexto, el racismo brasileño es peculiar, ya que la víctima del racismo asume el papel de su propio torturador, al reproducir el discurso discriminatorio del que ella misma es víctima e interiorizar estos conceptos dentro de su propia comunidad.
Así, muchas negras brasileñas adoraban el estándar de belleza blanco, asociando rasgos africanos con fealdad y recurriendo a diversos métodos para «enmascarar» sus propias características físicas, creando una obsesión en las mujeres negras por alisar su cabello, estimulando la venta de productos que prometían «aclarar la piel» y, a través de métodos excéntricos, tratar de blanquearse uno mismo, como creer que beber mucha leche lograría este resultado. También a través de la asimilación de los valores morales y sociales de las clases dominantes, haciendo que toda característica cultural que haga referencia al pasado africano sea considerada inferior y motivo de vergüenza. A través del blanqueo biológico, muchos negros optaron por casarse con parejas de piel más clara, preferiblemente blancas. Cuando el socio era blanco y rico, simbolizaba una doble mejora: de raza y de clase social. La búsqueda de parejas de piel más clara estaba arraigada en la mentalidad de muchos miembros de la comunidad negra, incluidos los padres negros que obligaban a sus hijos a casarse con personas de tonos de piel más claros, con la esperanza de que sus hijos y nietos se parecieran cada vez menos con filiación afronegra. En la mentalidad de estas personas, cuando el niño nacía más claro que los padres, simbolizaba una victoria, pero cuando nacía más oscuro, una derrota. Tener un hijo de piel más clara simbolizaba que tendría menos posibilidades de sufrir y más oportunidades de triunfar en la vida.
La ideología del blanqueamiento en Brasil tuvo consecuencias nefastas, ya que parte de la comunidad negra absorbió como objetivos el blanqueamiento estético, biológico y social. La historiadora Angela Figueiredo incluso afirma que en Brasil «todos nacemos blanqueados», ya que hay un predominio de la cultura «blanca», «y solo aquellos que optan por incluir aspectos de la ‹cultura negra› se identifican con la curiosidad por su pasado».

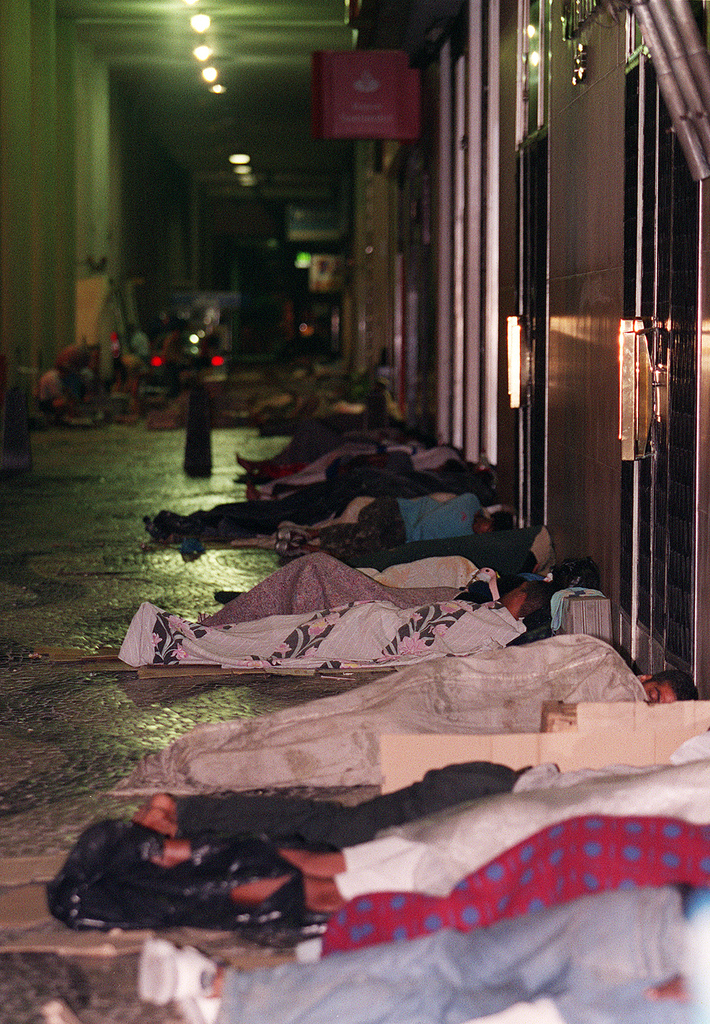
Personas sin hogar en Río de Janeiro.

Los negros estadounidenses han sido comparados a menudo con los brasileños, criticando que la sociedad estadounidense estaba marcada por el odio y la segregación racial, mientras que en Brasil había armonía y paz entre las razas. Sin embargo, mientras en Estados Unidos el racismo era muy abierto y cualquier persona con una gota de sangre africana era socialmente excluida, favoreciendo la unión de los excluidos que luchaban por sus derechos, en Brasil el racismo se camuflaba con la ideología del blanqueamiento. Para que la persona intentara alcanzar la ascensión social, tenía que pasar por un proceso de «blanqueamiento» estético, biológico y social, creando un profundo complejo de inferioridad en la población brasileña y la consecuente negación de cualquier elemento que se refiriera a su negritud.

### Prejuicio al estilo brasileño
El prejuicio en Brasil siempre se atribuye al «otro». Esto es lo que encontró una encuesta realizada en 1988 en São Paulo, en la que el 97 % de los encuestados dijo que no tenía prejuicios y el 98 % (de los mismos encuestados) dijo que conocía a otras personas que tenían prejuicios. En cuanto al grado de relación que tenían con aquellas personas que consideraban racistas, a menudo se mencionaba a familiares cercanos, novios o amigos cercanos. Todo brasileño parece sentirse como «en una isla de democracia racial, rodeado de racistas por todos lados». Otra encuesta llegó a la misma conclusión en 1995 por el diario Folha de S. Paulo. Aunque el 89 % de los encuestados dijo que existe prejuicio de color contra los negros en Brasil, solo el 10 % admitió tenerlo. Sin embargo, indirectamente, el 87 % de los encuestados revela algún prejuicio al estar de acuerdo con frases y dichos de contenido racista, o al enunciarlos. También se produjo un enmascaramiento de la realidad cuando otra encuesta entrevistó a personas que asistían a bailes negros en São Paulo. La mayoría de los encuestados dijeron que nunca habían sido víctimas de discriminación, al tiempo que señalaron casos de racismo que involucraron a familiares o conocidos cercanos. En Brasil, por lo tanto, nadie niega que exista el racismo, sin embargo, tanto el racista como la víctima del racismo son siempre «el otro», y no el pueblo mismo.

## Impacto

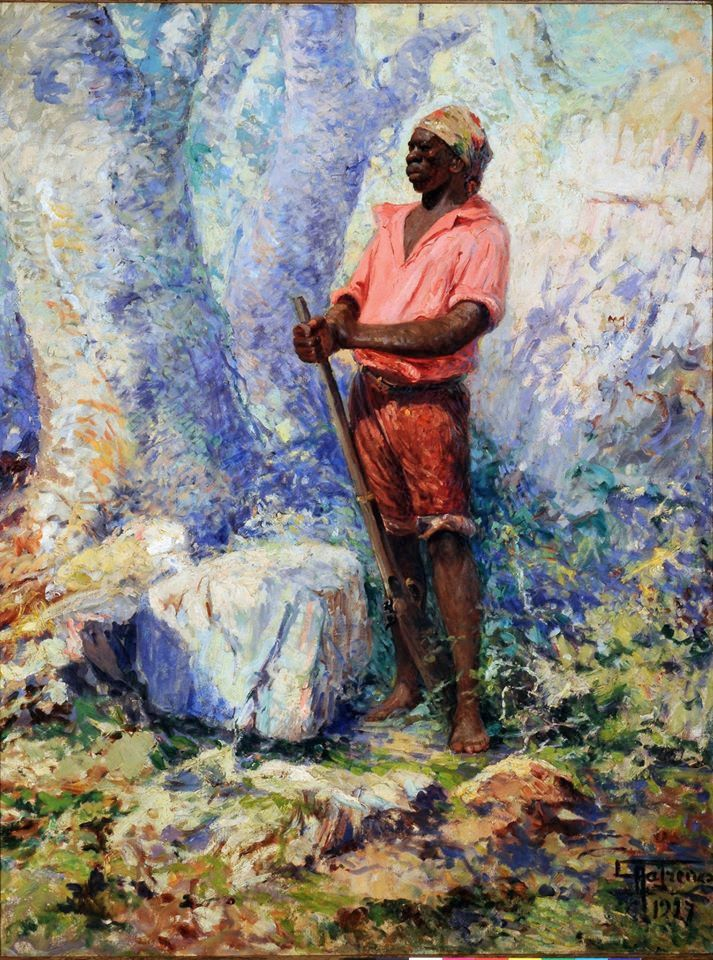
Líder quilombola Zumbi dos Palmares, héroe de la resistencia negra contra la esclavitud en la Capitanía de Pernambuco durante el ciclo de la caña de azúcar.

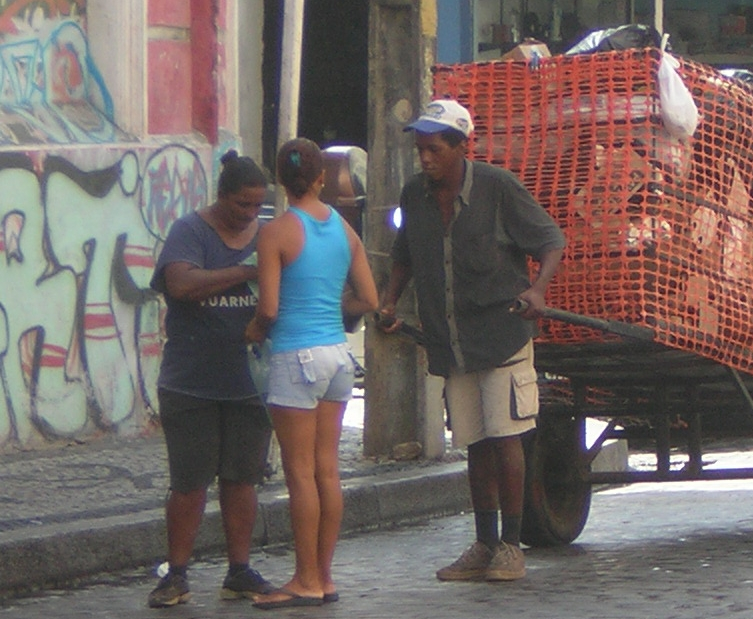
Recolectores de basura en Recife. Más del 70 % de los brasileños que viven en la pobreza extrema son negros o pardos.

Un informe de la UFRJ publicado en 2011 señala que la participación de negros y pardos en el total de desempleados ha crecido. Según el informe, en 2006, el 54,1 % del total de desempleados eran negros y pardos (23,9 % hombres y 30,8 % mujeres). Algo más de 10 años antes, es decir, en 1995, los negros y pardos representaban el 48,6 % de este total (25,3 % hombres y 23,3 % mujeres).
En cuanto a los que están ocupados, las diferencias entre razas también son claramente perceptibles: en 2006, la renta media mensual real de los hombres blancos equivalía a R$ 1164,00, un 56,3 % superior a la remuneración obtenida por las mujeres blancas (R$ 744,71 ), 98,5 % superior a la alcanzada por los hombres negros y pardos (R$ 586,26) y 200 % superior a la obtenida por las mujeres negras y pardas.
Una encuesta del MDS publicada en 2011 estima que, entre la porción «extremadamente pobre» de la población, el 50,5 % son mujeres y el 70,8 % se declaró negro o pardo. El censo de 2010 encontró que, de los 16 millones de brasileños que viven en la pobreza extrema (o con hasta R$ 70 al mes), 4,2 millones son blancos y 11,5 millones son pardos o negros.
| Indicadores           | Blanco brasileño | Negro brasileño |
| --------------------- | ---------------- | --------------- |
| Analfabetismo         | 5,9 %            | 13,3 %          |
| Nivel universitario   | 15,0 %           | 4,7 %           |
| Esperanza de vida     | 73,13            | 67,03           |
| Desempleo             | 5,7 %            | 7,1 %           |
| PIB per cápita        | R$ 22 699        | R$ 15 068       |
| Muertes por homicidio | 29,24 %          | 64,09 %         |

### Violencia
Se estudió una serie de homicidios en Brasil entre 2000 y 2009. Las variables explicativas fueron: raza/color de piel, género y escolaridad. Las estadísticas de defunción se obtuvieron del Sistema de Información de Mortalidad. El análisis de tendencias se realizó mediante regresión polinomial para una serie temporal histórica (p<0,05, intervalo de confianza del 95 %). La población negra representó el 69 % de las víctimas de homicidio en 2009. La tasa de homicidios aumentó en la población negra, mientras que disminuyó en la población blanca en el período estudiado. La tasa de homicidios aumentó en los grupos de mayor y menor escolaridad entre los negros, entre los blancos, la tasa disminuyó para los de menor escolaridad y se mantuvo estable en el grupo de mayor escolaridad. En 2009, los negros tenían un mayor riesgo de muerte por homicidio que los blancos, independientemente del nivel educativo. Entre 2004 y 2009, la tasa de homicidios disminuyó en la población blanca, mientras que aumentó en la población negra. El riesgo relativo de ser víctima de homicidio aumentó en la población negra, lo que sugiere un aumento de la desigualdad. El efecto de las medidas antiarmas implementadas en Brasil en 2004 fue positivo en la población blanca y menos pronunciado en la población negra. En general, la raza/color de piel fue relevante en la ocurrencia de homicidios.
En 2008, un nuevo nivel: proporcionalmente, murieron 111,2 % más negros que blancos en Brasil. El escenario es aún peor entre los jóvenes (15-24 años). Entre los blancos, el número de asesinatos se redujo de 6592 a 4582 entre 2002 y 2008, una diferencia del 30 %. Mientras tanto, los asesinatos de jóvenes negros aumentaron de 11 308 a 12 749, un aumento del 13 %. En 2008, el 127,6 % de los jóvenes negros murieron proporcionalmente más que los blancos. Diez años antes, esta diferencia era del 39 %. En el Estado de Paraíba, en 2008, murieron 1083 % más negros que blancos. En el Estado de Alagoas, hubo 974,8 % más muertes de negros que de blancos. En 11 estados, este índice supera el 200 %. Como un exterminio no declarado, según el gobierno federal.

### Clase social

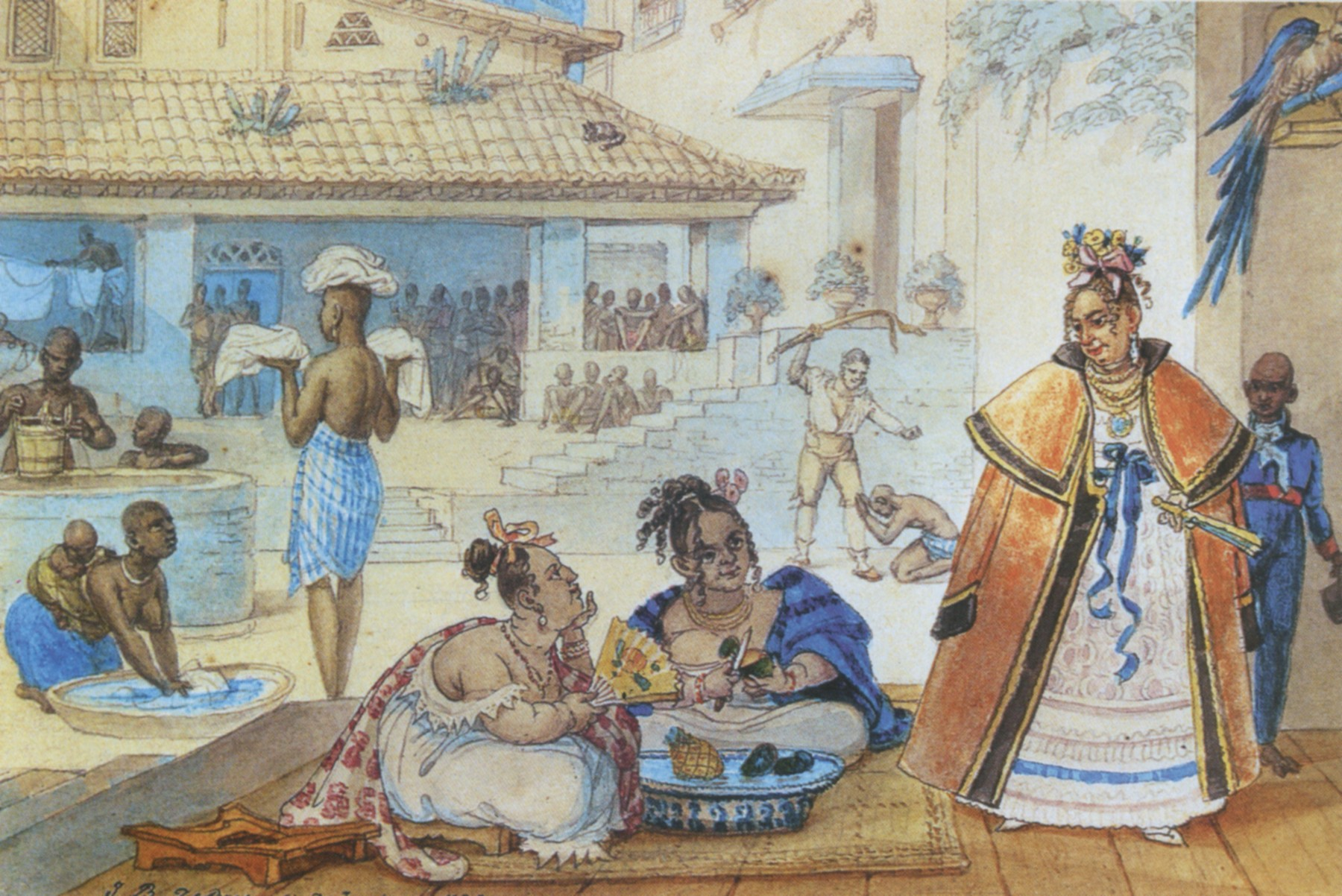
Esclavos domésticos en Brasil en 1820, por Jean-Baptiste Debret.

Algunos consideran que las comparaciones hechas entre Sudáfrica durante el apartheid y la sociedad brasileña actual se ven reforzadas por el hecho de que las desigualdades socioeconómicas aún afectan particularmente a los afrobrasileños. Según el exdiputado federal Aloizio Mercadante, de São Paulo, miembro del Partido de los Trabajadores (PT): «Así como Sudáfrica tuvo un apartheid racial, Brasil tiene un apartheid social». El periodista Kevin G. Hall escribió en 2002 que los afrobrasileños van a la zaga de los brasileños blancos en casi todos los indicadores sociales, incluidos los ingresos y la educación, y que quienes viven en las ciudades tienen muchas más probabilidades de sufrir abusos, ser asesinados o arrestados por la policía.
La situación social de Brasil también tiene un impacto negativo en las oportunidades en la educación de los desfavorecidos. Los ricos viven en condominios cerrados y las clases desfavorecidas no interactúan con los más ricos, «excepto en el servicio doméstico y en el suelo de la fábrica».
Según France Winddance Twine, la separación de clases y razas se extiende a lo que ella llama «apartheid espacial», donde los residentes e invitados de clase alta, supuestamente blancos, ingresan a los edificios de apartamentos y hoteles por la entrada principal, mientras que las mucamas y los proveedores de servicios, presumiblemente negros, ingresan por la puerta lateral o trasera.
El activista de derechos civiles Carlos Veríssimo escribe que Brasil es un estado racista y que las desigualdades de raza y clase a menudo están interrelacionadas. Michael Löwy afirma que el «apartheid social» se manifiesta en barrios cerrados, una «discriminación social que también tiene una dimensión racial implícita, donde la gran mayoría de los pobres son negros o mestizos». A pesar de la retirada de Brasil del gobierno militar al regreso a la democracia en 1988, el apartheid social solo ha empeorado.

### Jóvenes de la calle
El apartheid social también está relacionado con la exclusión de los jóvenes pobres (especialmente los jóvenes de la calle) de la sociedad brasileña. El papel de la policía para evitar que los residentes de muchas de las favelas de Brasil interfieran en la vida de los brasileños de clase media y alta es clave para mantener este estado de apartheid.
Los profesores de antropología Nancy Scheper-Hughes y Daniel Hoffman describen esta discriminación y exclusión de los niños de las favelas y de las calles como um «apartheid brasileño». Escribieron que, para protegerse, los niños pobres, muchas veces levan armas, y que, como resultado, «el costo de mantener esta forma de apartheid es alto: una esfera pública urbana que no es segura para ningún niño.»
Tobias Hecht dice que los brasileños adinerados ven a los niños de la calle, a menudo violentos, como una amenaza, en un intento de marginarlos socialmente y mantenerlos en la pobreza, que representan ocultos de la vida de la élite adinerada. Según Hecht, la presencia persistente de estos niños «encarna el fracaso de un apartheid social no reconocido para mantener a los pobres fuera de la vista.

### Efectos económicos

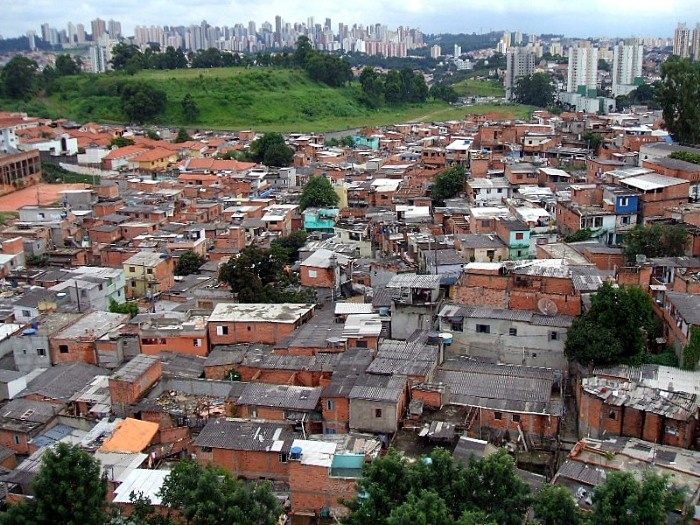
Favela Jaqueline, en São Paulo.

«Apartheid social» es un término común en los estudios sobre las implicaciones de las enormes disparidades de ingresos de Brasil y la expresión (y las desigualdades asociadas a ella) son reconocidas como un problema grave incluso por las élites brasileñas, que se benefician de este sistema:

Apesar de décadas de crescimento econômico impressionante, as desigualdades sociais marcantes permanecem. Em uma pesquisa recente com 1500 dos membros mais influentes da elite política e econômica do Brasil, cerca de 90 por cento acreditavam que o Brasil tinha alcançado o sucesso econômico e o fracasso social. Perto da metade viram as enormes desigualdades como uma forma de "apartheid social.
A pesar de décadas de impresionante crecimiento económico, persisten marcadas desigualdades sociales. En una encuesta reciente de 1 500 de los miembros más influyentes de la élite política y económica de Brasil, casi el 90 por ciento creía que Brasil había logrado el éxito económico y el fracaso social. Cerca de la mitad vio las enormes desigualdades como una forma de «apartheid social».

Cristovam Buarque, gobernador del Distrito Federal entre 1995 y 1998, Ministro de Educación de 2003 a 2004 y actualmente senador (Partido Democrático Laborista - PDT) por el Distrito Federal sostiene que «Brasil es un país dividido, que tiene la mayor desigualdad de ingresos en el mundo y un modelo de apartheid: el apartheid social brasileño». Dice que en lugar de «un espectro de desigualdad», ahora hay «una división entre los incluidos y los excluidos». Argumenta que la sociedad está amenazada por «una brecha entre ricos y pobres tan grande que en todo el país habrá un crecimiento separado, en la línea de Sudáfrica bajo el apartheid» y que mientras esto sucede en el mundo, «Brasil es su mejor ejemplo».

### Efectos políticos
El expresidente brasileño Luiz Inácio Lula da Silva (2003-2011) fue citado en 2002 por Mark Weisbrot en The Nation diciendo que estaba «luchando para sacar a los pobres de Brasil del apartheid económico». Su derrota en las elecciones presidenciales de 1994 frente a Fernando Henrique Cardoso (1994-2002) se ha atribuido, en parte, al temor suscitado por Lula en la clase media por sus «denuncias del apartheid social que impregnaba la sociedad brasileña».

### Representación en los medios de comunicación
Según un estudio, más del 70 % de los actores de telenovelas de la Rede Globo son blancos, aunque este grupo representa menos de la mitad de la población brasileña. Según Maureci Moreira de Almeida, las telenovelas «prefiguran para insinuar el deseo y la idea de que la nación brasileña debe ser efectivamente blanca, o, al menos, parecer más blanca». Afirma que los extranjeros, al ver las telenovelas brasileñas, deben pensar que Brasil es un país predominantemente blanco. Esta realidad ahora está tan naturalizada que muchas personas no se dan cuenta de que la diversidad étnica que se ve en las calles de Brasil no se refleja en la televisión. Los negros brasileños suelen aparecer en las telenovelas brasileñas en papeles secundarios, casi nunca como protagonistas, y suelen ser retratados de forma peyorativa, como bandidos y criminales. Maureci afirma que las telenovelas brasileñas «constituyen un nuevo mecanismo de difusión del blanqueamiento». Joel Zito Araújo, en un trabajo anterior, también encontró un paradigma similar: «La elección de los galanes, de los protagonistas, celebra modelos ideales de belleza europea, en los que cuanto más nórdicos sean los rasgos físicos, más destacado será el actor o la actriz en la elección del elenco».
En 2018, la telenovela Segundo Sol recibió críticas por la baja presencia de actores negros en la trama de la telenovela, que estaba ambientada en el estado de Bahía, donde gran parte de la población es predominantemente negra. Poco después de que se mostrara el tráiler debut, muchos internautas utilizaron las redes sociales exigiendo explicaciones a la Rede Globo y al autor João Emanuel Carneiro sobre las opciones de reparto, lo que tuvo repercusiones en la prensa. Este caso incluso tuvo repercusión internacional, con un artículo publicado en el diario británico The Guardian.

## Negacionismo
La lucha contra el racismo en Brasil siempre se ha visto obstaculizada por los mitos que se han construido en el país. Estos mitos sirven para negar o suavizar la existencia del racismo, vaciando cualquier discusión seria sobre el problema. Entre los mitos, los más recurrentes son:
- «Todo brasileño tiene alguna ascendencia indígena y negra». El argumento del mestizaje suele utilizarse como coartada para negar el racismo en el país. La idea abstracta de que los brasileños son mestizos y, por lo tanto, inmunes al racismo, trata de ocultar y apaciguar eventuales tensiones raciales.
- «En Brasil no hay prejuicios contra los negros en particular, sino contra los pobres en general. Hay algunas personas negras ricas y famosas». Este argumento se basa en el supuesto de que el único prejuicio que existe en el mundo es el de clase social. Intenta trasladar el prejuicio racial a una esfera puramente económica. Ignora que, si la mayoría de los negros son pobres y siguen siendo pobres, el problema no es sólo social, sino que va más allá de ese ámbito.
- «La raza humana ‹no existe›. Hay que dejar de hablar de raza para acabar con el racismo». Según esta concepción, también se interpreta como racismo la organización de negros y otros grupos discriminados para promover cualquier acción antirracista. Este argumento trastorna el debate racial al intentar crear un mundo utópico donde no existen diferentes grupos sociales. Esto colapsa la posibilidad de que los grupos discriminados se organicen para oponerse a las ideas prejuiciosas que se les atribuyen.
- «En Estados Unidos el racismo es mucho mayor que en Brasil». Argumento a menudo utilizado para tratar de minimizar el problema de los prejuicios en Brasil. Hacer comparaciones con otras sociedades ayuda poco a arrojar luz sobre los matices del racismo en Brasil. Además, la medición de «menor» o «mayor» racismo no puede verificarse en modelos profundamente diversificados, lo que no invalida, sin embargo, el campo de la investigación comparada.

A pesar de ello, tras el brutal asesinato de João Alberto Silveira Freitas en un supermercado Carrefour de Porto Alegre, en vísperas del Día de la Conciencia Negra en noviembre de 2020, se desataron protestas en todo el país. El vicepresidente de la República, el general retirado Hamilton Mourão, declaró que «en Brasil no hay racismo» y que «eso es algo que quieren importar» al país. La opinión negacionista también fue compartida por el presidente Jair Bolsonaro, que afirmó que los brasileños son «mestizos» y que hablar de racismo sería dejarse «manipular por grupos políticos». La declaración dejó conmocionados a otros participantes en la cumbre del G20 y provocó reacciones de políticos, sociedad civil y otras entidades. La filósofa Djamila Ribeiro, por ejemplo, ante esta postura de los funcionarios del gobierno, afirmó que «la naturalización y justificación de la muerte de los negros como resultado de la violencia están presentes en el discurso político, jurídico, empresarial y mediático».

## Combate contra el racismo
Los movimientos sociales antirracistas existen en Brasil desde el siglo XIX. En el período posterior a la abolición, la población negra fue marginada, lo que llevó a la creación de decenas de grupos (sociedades, clubes o asociaciones) en algunos estados, como la «Sociedade Progresso da Raça Africana» (1891), en Lages, Santa Catarina; la «Sociedade União Cívica dos Homens de Cor» (1915) y la «Associação Protetora dos Brasileiros Pretos» (1917), ambas en Rio de Janeiro; y el «Club 13 de Maio dos Homens Pretos» (1902) y el «Centro Literário dos Homens de Cor» (1903), en Sao Paulo. A principios del siglo XX, había cientos de asociaciones negras repartidas por todo Brasil. Sin embargo, fue a partir de la década de 1970 cuando surgió todo un movimiento que impugnaba los valores imperantes en Brasil, a través de políticas oficiales y, sobre todo, alternativas en la literatura y la música. En ese momento surge el Movimiento Negro Unificado (MN) que, junto a otras organizaciones paralelas, comenzó a discutir las formas tradicionales de poder. Desde entonces, los movimientos negros han celebrado el 13 de mayo, día de la abolición de la esclavitud, como Día Nacional de Denuncia contra el Racismo, fomentando la reflexión y denuncia del racismo estructural, la desigualdad y la violencia contra los negros. En 2003, el entonces presidente Lula creó la Secretaría de Políticas para la Promoción de la Igualdad Racial, nacida del reconocimiento de las luchas históricas del movimiento negro en Brasil.
Casos recientes de manifestaciones racistas de hinchas brasileños en partidos de fútbol han ayudado a deconstruir el mito de la democracia racial en Brasil. Los medios de comunicación prestan cada vez más atención al problema. La adopción de cuotas raciales en universidades y sectores públicos también ha contribuido a una mayor discusión sobre el racismo en la sociedad.

### Ordenamiento jurídico brasileño
Una de las características del prejuicio brasileño es su carácter no oficial. Sin embargo, el silencio no es sinónimo de inexistencia y el racismo entró gradualmente en la sociedad brasileña, primero de forma «científica» con el darwinismo racial, y luego por la costumbre.
A finales de la Segunda Guerra Mundial, durante el período del Estado Novo, que comprendió la última parte de la Era Vargas, el Decreto-Ley 7967 del 27 de agosto de 1945, establecía la política oficial de inmigración del estado brasileño establecida en el artículo 2.º, «En la admisión de inmigrantes se atenderá a la necesidad de preservar y desarrollar, en la composición étnica de la población, las características más convenientes de su ascendencia europea, así como la defensa del trabajador nacional». Esta ley sólo fue derogada por el artículo 141 de la Ley 6.815, de 19 de agosto de 1980, que establece el estatuto jurídico de los inmigrantes en Brasil vigente hasta el día de hoy.
Una de las primeras pruebas de que el gobierno brasileño admitió que había un fuerte prejuicio racial en Brasil ocurrió en 1951, con la Ley Afonso Arinos, que tipificó como delito la negativa a alojar, servir, atender o recibir a un cliente, comprador o estudiante por prejuicio de raza o color. También consideraba delito negarse a vender en cualquier establecimiento público. La pena oscilaba entre quince días y trece meses. Sin embargo, la falta de cláusulas obligatorias y castigos severos hizo que la medida fuera ineficaz incluso para combatir casos de discriminación en el empleo, las escuelas y los servicios públicos muy publicitados. Existe una clara ambigüedad entre la Ley Afonso Arinos y la política migratoria entonces vigente durante el gobierno de Vargas.
La Constitución Federal de 1988 tipificó el racismo como delito no sujeto a fianza, y la Ley n.° 7.716, de 5 de enero de 1989 (popularmente la «Ley de Delitos Raciales») reglamentó el tema en el ámbito penal. Esta ley, igualmente, demostró ser ineficaz para combatir el prejuicio brasileño, ya que sólo considera discriminatorias las actitudes prejuiciosas adoptadas en público. Los actos privados o los delitos de carácter personal no son imputables, sobre todo porque necesitarían un testigo para su confirmación. Según esta ley, el racismo es prohibir que alguien haga algo por el color de su piel. Entonces, el racismo en Brasil es punible cuando se sabe que es público, en hoteles, bares, restaurantes o medios de transporte, lugares con gran circulación de personas. La ley, por lo tanto, parece limitada, ya que el racismo a la brasilera es algo reprobable en el ámbito público, pero que persiste en el ámbito privado del interior de la casa o en lugares de mayor intimidad, donde la ley no tiene alcance. En la mayoría de los casos, el infractor queda exonerado de la pena, bien porque el delito flagrante es imposible, bien porque las distintas alegaciones ponen bajo sospecha la acusación. Como resultado, a pesar de las buenas intenciones del legislador brasileño, el texto legal no admite el lado íntimo y nunca afirmado del racismo típicamente brasileño. Un ejemplo de ineficacia es la actuación de la Comisaría de Delitos Raciales de São Paulo. En los primeros tres meses de operación, en 1995, la institución registró sólo 53 ocurrencias, con un promedio de menos de 1 por día. Esto no revela la ausencia de prejuicios, sino la falta de credibilidad de los espacios de acción oficiales. A falta de mecanismos concretos, la discriminación se convierte en un insulto o amonestación de carácter personal y circunstancial.
En los últimos años, se aprobaron varias leyes en Brasil con el objetivo de mejorar la calidad de vida de los afrodescendientes y valorar la contribución de los negros a la sociedad brasileña. Entre las cuales, la Ley n.º 10.639 de 2003, que hizo obligatoria la enseñanza de la Historia africana y su contribución a la cultura brasileña, la Ley n.º 12.288 de 2010, que instituyó el Estatuto de Igualdad Racial, la Ley n.º 12.519 de 2011, que instituyó el Día Nacional de Zumbi y de la Conciencia Negra, la Ley n.º 12.711 de 2012, que obligó a reservar cupos raciales en la Educación Superior, la Ley n.º 12.990 de 2014, que obligó a reservar cuotas para negros en las oposiciones del ejecutivo federal. Con la promulgación de la Ley n.º 14.532/2023, Brasil promovió un avance más importante en la lucha contra el racismo, al incluir el daño racial en la Ley de Delitos Raciales en equivalencia con el racismo, convirtiendo la conducta también en un delito no sujeto a fianza e imprescriptible, además de prever hipótesis específicas de aumento de la pena.